# Cultural News
Il Cultural News è un giornale scritto in inglese a Los Angeles riguardo alla cultura giapponese ed è un opuscolo di sole otto pagine.

## Filosofia di mercato
La California meridionale presenta il maggior numero di immigrati giapponesi in America e Los Angeles è la destinazione favorita dagli artisti giapponesi contemporanei. Di conseguenza, Los Angeles è colma di eventi culturali giapponesi durante tutto l'anno.
Il Cultural News stampa seimila copie del proprio opuscolo mensilmente per aggiornare la popolazione cittadina degli eventi culturali maggiori e contemporanei in Giappone, distribuendo gli opuscoli nei centri maggiori di Los Angeles - Little Tokyo e Downtown Los Angeles.
L'ambasciatore giapponese negli Stati Uniti Ryozo Kato (ottobre 2001 - maggio 2008) si complimentò con il Cultural News in una sua lettera datata 27 febbraio 2006, scrivendovi:
Grazie per avermi fatto leggere una copia del Cultural News. Sono rimasto impressionato dalla qualità e chiarezza della rivista sulla cultura giapponese, ricca di articoli vari accessibili a qualunque tipo di lettore. Sono grato ed ispirato da questa iniziativa d'introdurre la cultura giapponese a tante genti e del vostro porvi come intercessori tra il nuovo continente e la nostra madre patria. 

## Storia
Il Cultural News cominciò ad essere stampato nel 1998 da Shige Higashi a Los Angeles con l'aiuto di un amico giapponese. Dal 1999 al 2001, il Cultural News fu pubblicato ogni due mesi mentre Shige lavorava come traduttore per una compagnia di viaggi giapponese.
Dopo l'attacco dell'11 settembre 2001, Shige perse il suo lavoro perché l'agenzia giapponese di viaggi a Los Angeles fu devastata, ma il suo amico ebbe investito 8 000 dollari per sostenere Shige e le sue iniziative.
Gli 8 000 dollari di capitale convinsero la Cultural News Inc. ad incorporare Shige nuovamente nel giugno del 2002 e, dal gennaio di quell'anno, la compagnia pubblica il proprio opuscoletto ogni mese.

## Struttura finanziaria ed affari
Sebbene la Cultural News, Inc. sia una corporazione, essa è praticamente monopolio di Shige, che ne è editore, pubblicizzatore, venditore televisivo, contabile, libraio e postino.
Alcuni lavori editoriali e stampe sono prodotti al di fuori della corporazione e sono molto più economici. 
Il bilancio annuale approssimato di 50 000 dollari è dovuto alle iscrizioni, alle donazioni dall'America e Giappone e ad altre iniziative.